# Galvanismo
In fisiologia, il galvanismo è la contrazione di un muscolo stimolato da una corrente elettrica.
Luigi Galvani investigò a lungo su tale fenomeno e sviluppò la teoria secondo la quale gli esseri viventi fossero in possesso di un'elettricità intrinseca prodotta dal cervello, propagata tramite i nervi e immagazzinata nei muscoli.
Tale termine, tuttavia, fu coniato da un suo collega contemporaneo, Alessandro Volta con cui ebbe un acceso confronto su questo argomento.

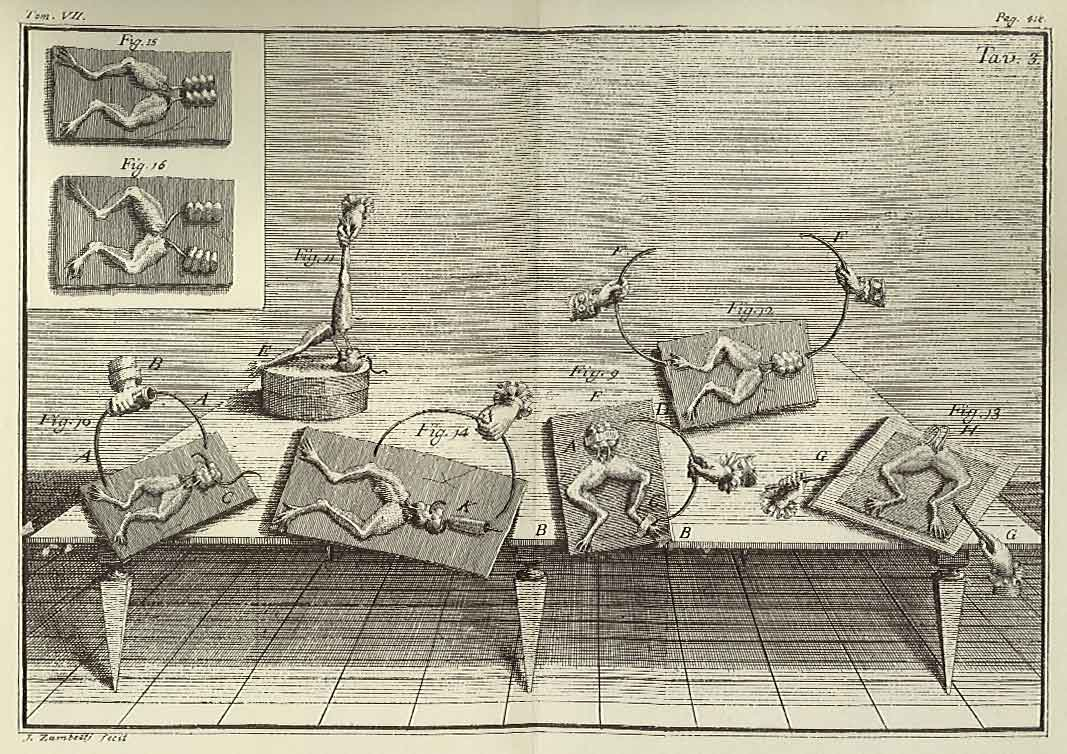
Disegno che illustra alcuni degli esperimenti effettuati da Galvani sulle rane.

## L'esperimento della scintilla

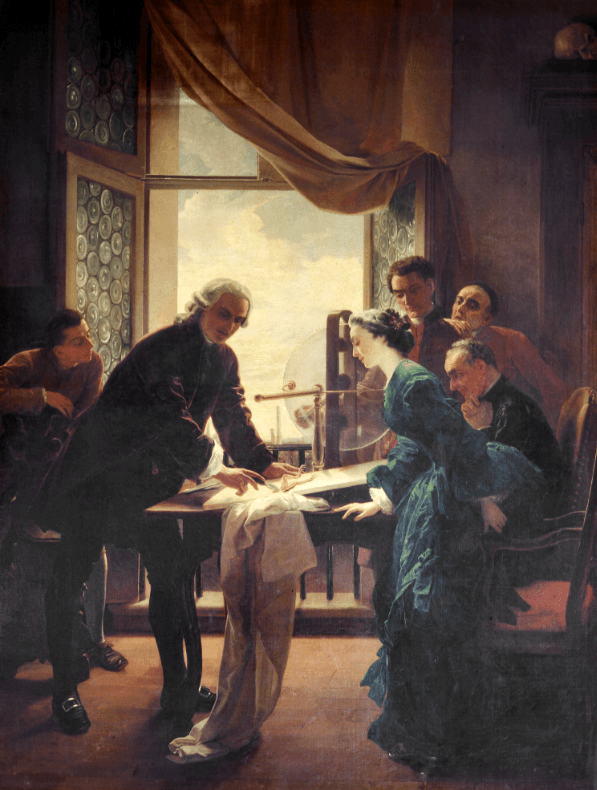
Antonio Muzzi, Luigi Galvani compie esperimenti con la macchina elettrostatica alla presenza dei familiari, 1862. Museo di Palazzo Poggi, Bologna

Era il 1781 quando Luigi Galvani, nel suo laboratorio domestico, aveva "preparato" una rana, con i nervi crurali e il midollo isolati, posta ad una certa distanza da una macchina elettrica. Durante lo scocco di una scintilla uno dei suoi assistenti toccò per sbaglio con un bisturi il nervo crurale interno della rana e ci fu un'intensa contrazione dei muscoli delle zampe dell'animale. Galvani rimase impressionato da questo evento e decise di approfondire e tentare di spiegare questo fenomeno.
Gli studiosi di quel tempo, e anche i successivi, ritennero che l'eccitazione di Galvani, alla vista delle contrazioni della rana, derivasse dalla sua ignoranza per i più elementari concetti di elettro-fisica. Ma, a differenza degli altri, si era reso conto che vi era una relazione limitata tra l'intensità della carica elettrica e lo sviluppo delle contrazioni: se la forza della scarica veniva aumentata oltre un certo valore non venivano prodotte contrazioni più forti e, al contrario, quando si riduceva l'intensità dello stimolo al di sotto di un certo livello le contrazioni potevano cessare. Infine Galvani sottolineò che, se in alcune preparazioni non vi erano più contrazioni dopo ripetute applicazioni del fluido elettrico, queste si potevano riottenere se l'animale non veniva stimolato per un po' di tempo o era sottoposto ad alcuni trattamenti.
Allora nella mente dello studioso bolognese era sorto il dubbio che le contrazioni muscolari non erano dovute a scariche elettriche esterne, ma derivassero invece da una forza interna, propria dell'animale, stimolata dalla forza elettrica esterna.

## Le prime ipotesi
Benjamin Franklin, nel 1750, aveva dimostrato che nell'atmosfera è presente una carica elettrica naturale che genera i lampi. Così Galvani nel 1786 cercò di capire come l'elettricità presente nell'atmosfera potesse influire sulle contrazioni: 
(Luigi Galvani)

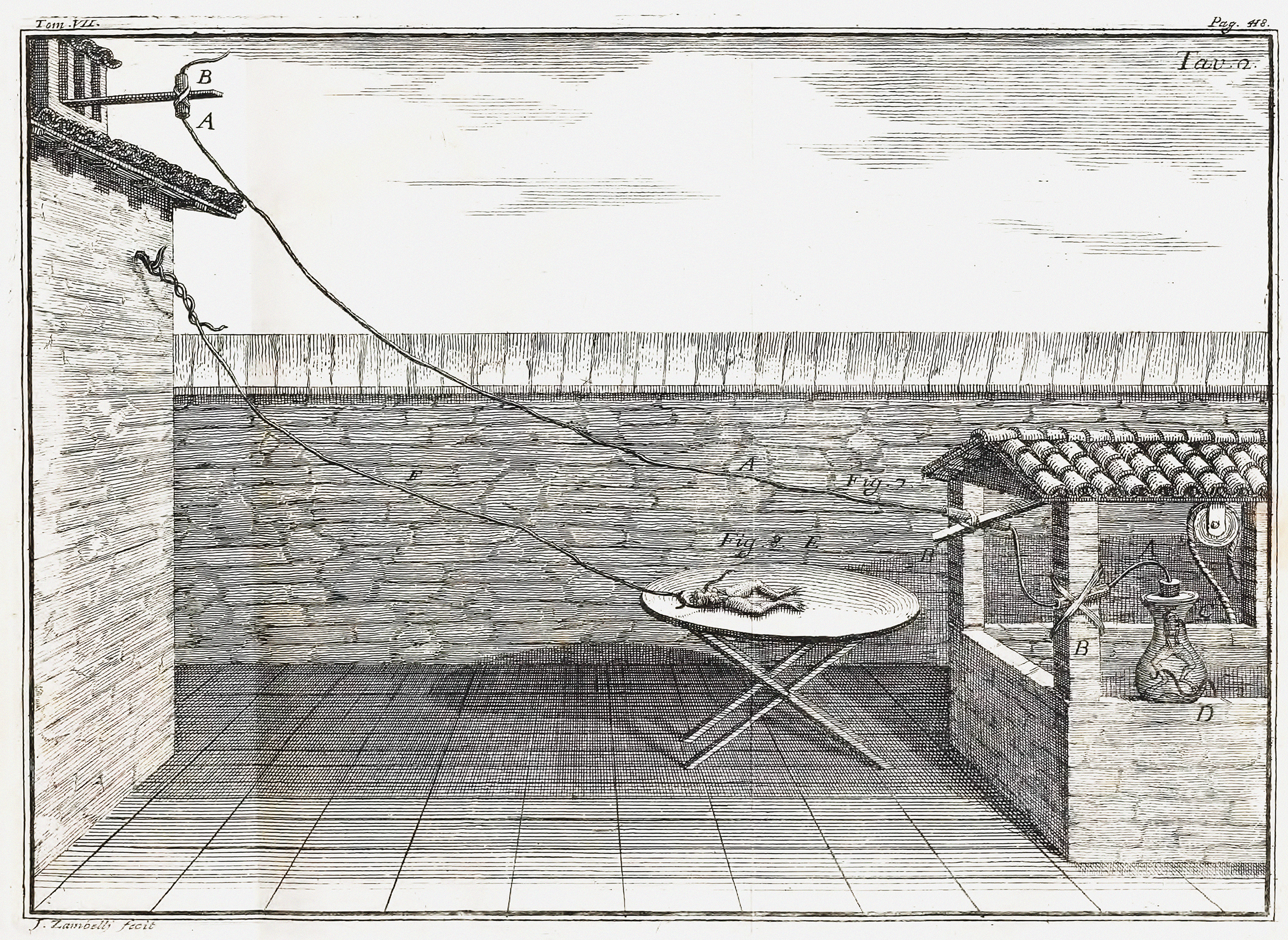
Esperimento sull'elettricità atmosferica.

Ma le contrazioni avvenivano anche se la giornata era serena, o se si ripeteva l'esperimento in casa nelle stesse condizioni, e per questo non sembravano dipendere dall'elettricità atmosferica. Dopo molti tentativi riuscì ad ottenere delle contrazioni collegando, attraverso un conduttore metallico, le strutture nervose (nervi crurali o midollo spinale) e i muscoli delle zampe così da creare un circuito “come nella bottiglia di Leida”. Galvani giunse alla conclusione che era presente negli animali una forma di elettricità intrinseca che induceva le contrazioni e la chiamò “elettricità animale”. Secondo la sua opinione similmente alla bottiglia di Leida (il primo accumulatore di energia elettrica), l'animale è infatti capace di immagazzinare il fluido elettrico e di mantenerlo in uno stato di “disequilibrio”, e l'arco conduttivo è in grado di mettere in movimento l'elettricità animale, che attraversa i nervi considerati dei conduttori, producendo la contrazione muscolare.

## La controversia Galvani-Volta
Dopo la pubblicazione del "De viribus electricitatis in motu musculari commentarius" nel 1791 ci fu un grande clamore per la scoperta dell'elettricità animale tant'è che lo stesso Alessandro Volta espresse la sua ammirazione nei confronti di Galvani. Tuttavia l'entusiasmo durò poco: infatti lo scienziato di Como si era reso conto che si poteva creare la contrazione nelle rane attraverso l'uso di un arco bimetallico posto a contatto tra due parti di uno stesso nervo senza nemmeno considerare i muscoli.
Allora l'ipotesi di Galvani iniziava a perdere fondamento proprio perché gli esperimenti di Volta avevano reso irrilevante il sistema nervi-muscoli, che invece era la base della teoria galvanica. Inoltre Volta iniziò a considerare l'idea che l'elettricità potesse derivare dai metalli stessi; infatti tra i vari esperimenti usò l'arco bimetallico sulla lingua e sugli occhi: nella prima provocò un sapore acido e non contrazioni, nei secondi dava la sensazione di luce. Di conseguenza ritenne che gli effetti fisiologici erano determinati in base al tipo di fibre nervose stimolate e quindi non erano i muscoli (nei quali per Galvani era concentrata l'elettricità animale) a determinarli.
Galvani invece dimostrò nel 1797 che la contrazione poteva essere provocata connettendo due nervi dello stesso animale senza l'utilizzo di materiali estranei alla stessa rana. Ma questo esperimento, considerato dal fisiologo tedesco Emil Du Bois Reymond come l'esperimento fondamentale dell'elettrofisiologia che poteva porre le basi per la nascita di questa nuova scienza, non venne considerato nella sua reale importanza anche perché Volta ormai stava concentrando le sue energie nella creazione di una macchina che potesse generare corrente elettrica. Così, dopo vari tentativi e fallimenti, attraverso l'alternarsi di metalli diversi a dischi di carta bagnati di una soluzione salina, inventò la pila. Il successo di questa invenzione portò in auge Volta e l'ipotesi dell'elettricità animale venne accantonata per molti anni. Tuttavia lo scienziato comasco non aveva compreso che a generare elettricità erano gli ioni presenti nella soluzione salina e che i metalli, nei quali credeva l'origine dell'energia, trasformavano l'energia chimica di questi ioni in energia elettrica. 
Molti studiosi hanno affermato come le scoperte di Galvani abbiano contribuito e incentivato le ricerche di Volta che hanno portato all'invenzione della pila e proprio per questo motivo che gli studi dei due scienziati sono così intrecciati.

## Conclusioni

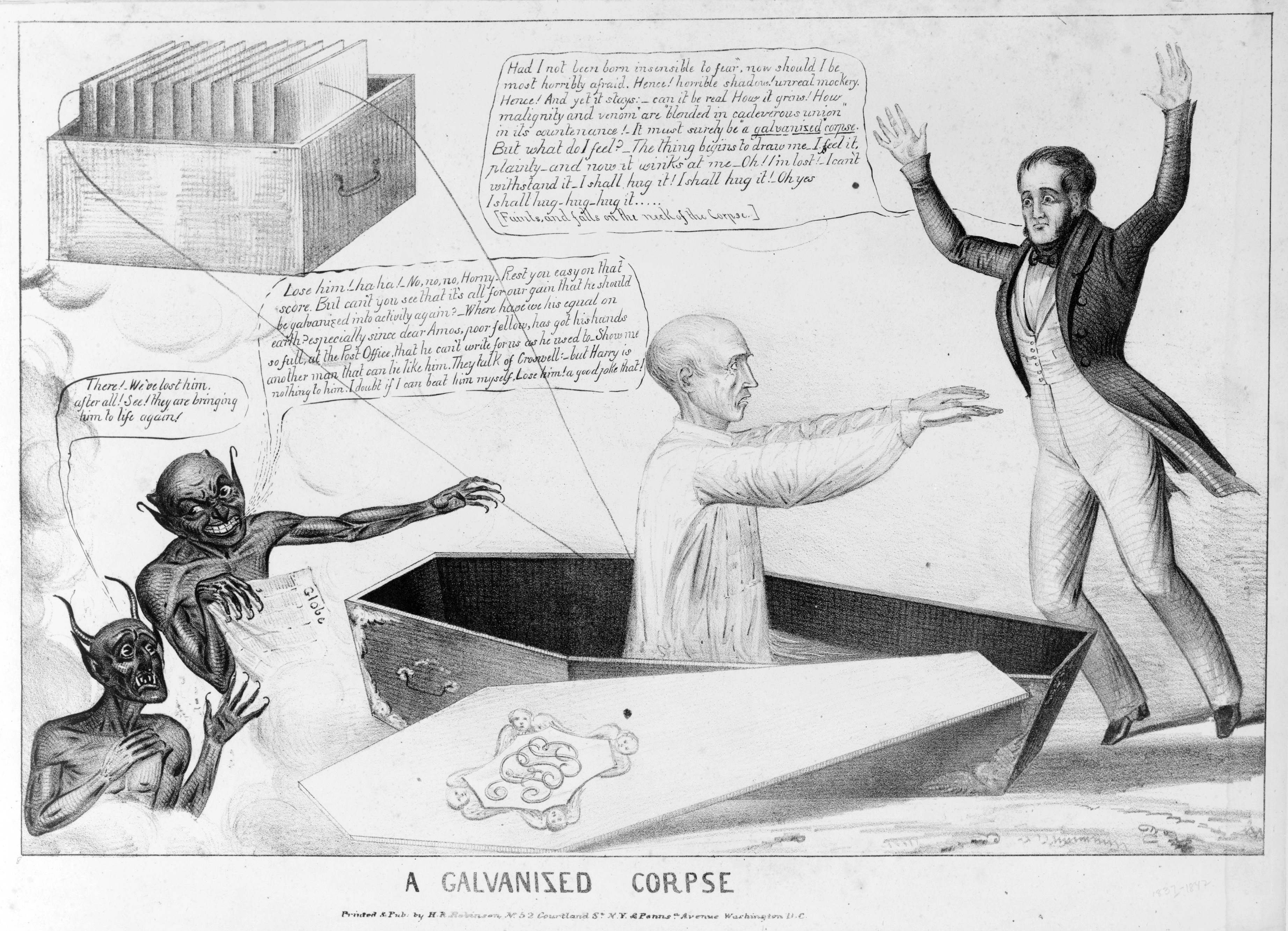
Vignetta umoristica su Giovanni Aldini.

L'ipotesi di un'elettricità animale è stata confermata dagli studi elettrofisiologici che sono stati condotti negli ultimi secoli. Infatti una tale elettricità è presente in tutti gli esseri viventi e, come pensò Galvani, essa esiste in uno stato di disequilibrio prodotto da gradienti di concentrazioni e pompe proteiche. Oggigiorno viene chiamato potenziale di membrana, ma a quel tempo era difficile immaginare che la conduzione nervosa derivasse da un flusso elettrico presente nel nostro organismo in grado di stimolare e di essere stimolato. Inoltre le macchine elettriche di quell'epoca, e anche alcuni pesci come le torpedini, erano in grado di produrre scintille a differenza dell'elettricità animale. Per questo Galvani ritenne che questo tipo di elettricità dovesse essere diversa, tant'è che negli anni successivi venne rinominata come “fluido galvanico”. Volta invece, arrivò ad escludere completamente la presenza di questo fluido all'interno dell'organismo sebbene, dopo l'invenzione della pila, furono evidenti le somiglianze tra l'elettricità prodotta da questa e quella di Galvani: tutte e due non erano in grado di produrre scintille ed erano caratterizzate da una grande carica e da un basso voltaggio. Queste proprietà spiegano l'ambiguità della batteria alla quale venne attribuito l'aggettivo “galvanico” stando proprio ad indicare questa forma di corrente continua e a bassa tensione.
Un ruolo secondario in questi studi lo ebbe il nipote di Galvani, Giovanni Aldini che, tra il 1802 e il 1803, a Londra eseguì degli esperimenti su cadaveri umani e animali con l'intento di riportarli in vita: collegava elettrodi a teste umane mozzate ottenendo delle raccapriccianti deformazioni dei volti e l'apertura delle palpebre. Invece, se gli elettrodi venivano collegati a corpi decapitati, come risultato si avevano vere e proprie convulsioni e movimento degli arti. Aldini d'altronde, si rese subito conto che le scariche elettriche non avevano effetti sul cuore, rendendo così impossibile la rianimazione dei cadaveri, e allora ben presto decise di abbandonare questi studi. 
Ma l'importanza di questo stravagante personaggio sta nel fatto che proprio dai suoi esperimenti Mary Shelley trasse ispirazione per il personaggio del Dottor Frankenstein, ispirato dal chirurgo Andrea Vaccà Berlinghieri, in cui veniva usata una forte scarica elettrica per riportare in vita la creatura.